# Audio
Audio (latin för "jag hör") är ett latinskt ordförled med anknytning till hörsel och ljud.
Här innefattas allt som har med att skapa tekniska system för inspelning, presentation och distribution av ljud: HiFi stereoanläggningar, High-end återgivning, hemmabio, professionella ljudanläggningar.  Likaså akustik, ljudisolering, byggnation av lokaler för musik och talat ljud och inte minst medicinsk utrustning för hörselskadade.
Den som sysslar med detta refereras ofta som audioingenjör, medan de som använder själva utrustningen professionellt kallas ljudtekniker.